# Nelsonphotus aridus
Nelsonphotus aridus is een keversoort uit de familie glimwormen (Lampyridae). De wetenschappelijke naam van de soort werd voor het eerst geldig gepubliceerd in 2006 door Cicero.